# Sim Hae-in
Sim Hae-in (nascida em 31 de outubro de 1987) é uma handebolista sul-coreana. Integrou a seleção sul-coreana feminina que terminou na décima posição no handebol dos Jogos Olímpicos de Verão de 2016, realizados no Rio de Janeiro, Brasil. Atua como armadora esquerda e joga pelo clube Wonderful Samcheok. Competiu pela Coreia do Sul no Campeonato Mundial de Handebol Feminino de 2011, no Brasil.